# Liverpool & Manchester Motor Manufacturing Company
Liverpool & Manchester Motor Manufacturing Company war ein britischer Händler und Hersteller von Automobilen.

## Unternehmensgeschichte
Das Unternehmen aus Liverpool vertrieb Fahrzeuge von De Dietrich, Regal und anderen Herstellern. 1903 begann die Produktion von Automobilen. Der Markenname lautete Sefton. Im gleichen Jahr endete die Produktion.

## Fahrzeuge
Die Basis der Fahrzeuge bildete vermutlich ein Fahrgestell von Lacoste & Battmann. Im Angebot standen Voiturette, Personenkraftwagen und Lieferwagen.